# Pontonema alaeospicula
Pontonema alaeospicula is een rondwormensoort uit de familie van de Oncholaimidae. De wetenschappelijke naam van de soort is voor het eerst geldig gepubliceerd in 1988 door Bett & Moore.